# Uozu, Toyama
Uozu (魚津市 Uozu-shi) là một thành phố thuộc tỉnh Toyama, Nhật Bản.